# Hermonassa marsypiophora
Hermonassa marsypiophora är en fjärilsart som beskrevs av Charles Boursin 1967. Hermonassa marsypiophora ingår i släktet Hermonassa och familjen nattflyn. Inga underarter finns listade i Catalogue of Life.